# Brombenzylalkohole
| Gefahrensymbol |

| keine GHS-Piktogramme |

| keine GHS-Piktogramme |

Die Brombenzylalkohole bilden in der Chemie eine Stoffgruppe, die sich sowohl vom Benzylalkohol als auch vom Brombenzol ableitet. Die Struktur besteht aus einem Benzolring mit angefügter Hydroxymethylgruppe (–CH2OH) und Brom (–Br) als Substituenten. Durch deren unterschiedliche Anordnung (ortho, meta oder para) ergeben sich drei Konstitutionsisomere mit der Summenformel C7H7BrO.